# Eurytaenia
Eurytaenia là chi thực vật có hoa trong họ Apiaceae.